# ورنر پنتون
ورنر پنتون (به دانمارکی: Verner Panton)؛ (زادۀ ۱۳ فوریهٔ ۱۹۲۶ میلادی – درگذشتۀ ۵ سپتامبر ۱۹۹۸ میلادی) به عنوان یکی از تاثیرگذارترین طراحان مبلمان و فضای داخلی دانمارک در قرن بیستم شناخته می‌شود. او در طول کار خود، طرح‌های نوآورانه و آینده‌نگرانه‌ای را در مواد مختلف، به ویژه پلاستیک‌ها، و در رنگ‌های زنده و عجیب خلق کرد. سبک او بسیار «دههٔ ۱۹۶۰»ای بود اما در پایان قرن بیستم محبوبیت خود را دوباره به دست آورد. از سال ۲۰۰۴ میلادی، شناخته‌شده‌ترین مدل‌های مبلمان پنتون هنوز در حال تولید هستند (بویژه در شرکت ویترا، در میان دیگران).

## زندگی‌نامه
پنتون قبلاً یک هنرمند با تجربه در اُدنسه بود که برای تحصیل در رشتۀ معماری به آکادمی سلطنتی هنرهای زیبای دانمارک در کپنهاگ رفت و در سال ۱۹۵۱ میلادی فارغ‌التحصیل شد. در طول دو سال اول آغاز حرفۀ خود از ۱۹۵۲–۱۹۵۰ میلادی، او در دفتر معماری آرنه یاکوبسن، معمار و طراح مبلمان دانمارکی دیگر کار کرد. بزودی معلوم شد که پنتون یک «کودک سرکش» است و او دفتر طراحی و معماری خود را راه‌اندازی کرد. او به دلیل پیشنهادهای معماری مبتکرانه خود، از جمله خانۀ تاشو (۱۹۵۵ میلادی)، خانۀ مقوایی و خانۀ پلاستیک (۱۹۶۰ میلادی) به شهرت رسید. در اواخر دهۀ ۱۹۵۰ میلادی، طرح‌های صندلی او بسیار غیرمتعارف‌تر شد، بدون پایه یا پشتی قابل تشخیص. در سال ۱۹۶۰ میلادی پنتون طراح اولین صندلی پلاستیکی تزریقی یکپارچه بود. صندلی انباشته یا صندلی اس (S) تولید انبوه شد و مشهورترین طرح او شد که از اشکال ارگانیک منحنی‌های بدن انسان – در این مورد برداشتی از زبان – مشتق شده بود.

صندلی پنتون نسخۀ ۱۹۶۷ میلادی

در اواخر دهۀ ۱۹۶۰ و اوایل دهۀ ۱۹۷۰ میلادی، ورنر پنتون طراحی کامل محیط‌ها و فضاهای داخلی را تجربه کرد: فضای داخلی رادیکال و روان‌گردان که مجموعه‌ای از مبلمان منحنی، روکش دیوار، منسوجات و تجهیزات نورپردازی او بود. او شاید بیشتر به خاطر مجموعه‌ای از طراحی‌های داخلی برای نمایشگاه محصولات سالانۀ بایر که در کشتی‌های تفریحی برگزار می‌شد، شناخته شده‌ است.

## حرفۀ طراحی

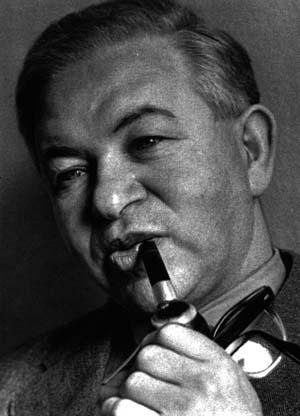
آرنه یاکوبسن، مربی پنتون

از سال ۱۹۵۰ تا ۱۹۵۲ میلادی، ورنر پنتون برای معمار آرنه یاکوبسن، که بعدها یکی از دیگر مربیان مهم شد، کار کرد. زمانی که در دفتر یاکوبسن بود، پنتون عمدتاً در طراحی مبلمان کار می‌کرد – به‌ طور خاص، توسعهٔ صندلی «مورچه» –. پس از استخدام با یاکوبسن، پنتون در طول سه سال سفرهای گسترده‌ای را در سراسر اروپا انجام داد. در این مدت، او تعدادی ارتباط بین‌المللی با همکاران طراح، تولیدکنندگان و فروشندگان برقرار کرد. از این رو، پنتون تعداد زیادی طرح‌های معماری و مبلمان از جمله: صندلی کارشناس و صندلی تیوولی را به سفارش تولیدکنندۀ معتبر مبلمان دانمارکی فریتز هانسن در سال ۱۹۵۵ میلادی، دریافت کرد.
در اواسط دهۀ پنجاه، ورنر پنتون برای اولین بار خود را با ایدۀ یک صندلی ساخته شده از یک عنصر مشغول کرد. در سال ۱۹۵۶ میلادی انجمن جدید برای دکور خانه (مبلمان-وِ‌کا) مسابقه‌ای را ترتیب داد که در آن پنتون شرکت کرد. ورودی او یک کلکسیون مبلمان بود که شامل یک صندلی انباشته می‌شد که در آن نشیمن و تکیه‌گاه یک واحد را تشکیل می‌دادند. این پروژه‌ای است که به اصطلاح «صندلی-اس» برگرفته از آن است. خود مسابقه موفقیت‌آمیز نبود، زیرا طرح‌های او موفق به کسب جایزه نشدند. در سال ۱۹۵۷ میلادی یک خانۀ پیش‌ساختۀ تعطیلات آخر هفته به عنوان یک مجموعۀ کوچک به نام خانۀ تمام مدور را تولید کرد.
در سال ۱۹۵۸ میلادی، پنتون میهمان‌خانۀ والدینش، کوم-ایگن (دوباره-بیا) را در پارک لانگسو در جزیرۀ فونن دوباره طراحی کرد، که برای آن صندلی مخروطی را نیز طراحی کرد. مسافرخانۀ کوم-ایگن یکی از اولین مأموریت‌های بزرگ پنتون بود. پنتون طراحی فضای داخلی و همچنین اضافه کردن یک طبقه با تراس پشت‌بام را انجام داد. او از پنج رنگ مختلف قرمز برای فضای داخلی استفاده کرد تا به آن گرما بدهد و در عین حال از رنگ‌های تیره برای ملحفۀ میزها استفاده کرد. پنتون یک سیستم انعطاف‌پذیر ساخته شده از پارچه‌هایی با الگوهای هندسی برای آویزان کردن از سقف برای تقسیم اتاق ایجاد کرد. این زمان، نقطۀ آغاز همکاری او با شرکت‌های دانمارکی پلوس-لینیه (مبلمان سری صندلی مخروطی)، اونیکا وئو (منسوجات) و لویی پالسن (تجهیزات نورپردازی) شد.

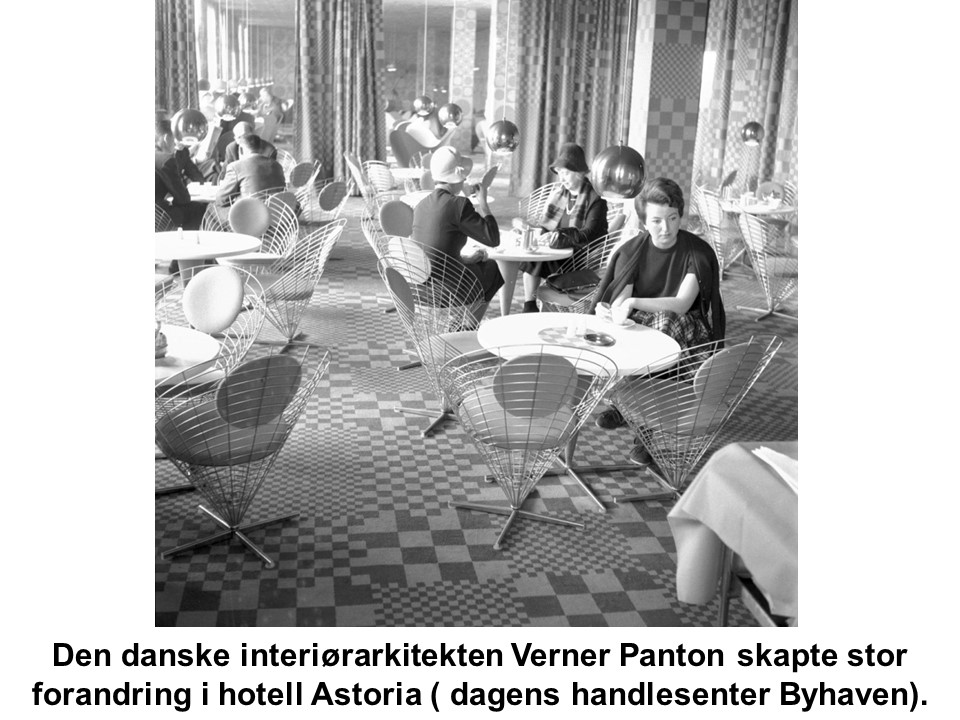
گراند هال، هتل آستوریا. طراحی شده توسط: ورنر پنتون

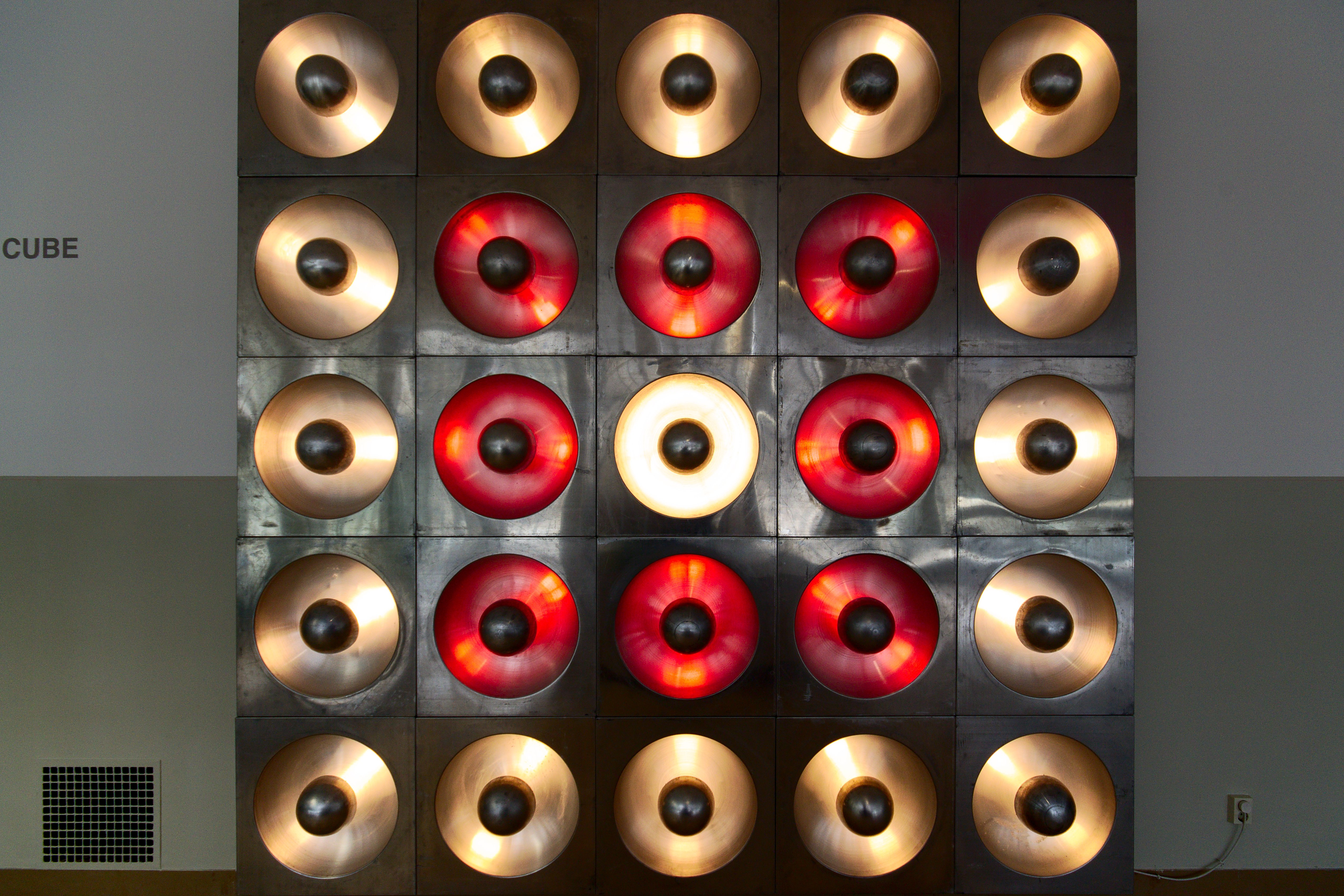
فضای روانگردان در هتل آستوریا با طراحی: ورنر پنتون

پنتون در سال ۱۹۶۰ میلادی رستوران هتل آستوریا را در تروندهایم، نروژ طراحی کرد که شامل قسمت ورودی با رختکن، رستوران روزانه با باغ زمستانی، یک رستوران عصرانه با زمین رقص و همچنین یک رستوران سلف سرویس بود. پنتون از طراحی منسوجات برای کف، دیوار و سقف استفاده کرد تا تصویری یکنواخت به اتاق بدهد. صندلی‌ها نسخه‌های مختلفی از صندلی‌های مخروطی بودند. در طول این مدت، پنتون همچنین اولین عناصر نشیمن بادی ساخته شده از پلاستیک شفاف را در تاریخ مبلمان طراحی کرد.
در سال ۱۹۶۱ میلادی، پنتون مبلمان، منسوجات و چراغ‌های خود را در کتاب سیاه افسانه‌ای مجلۀ طراحی موبیلیا و در نمایشگاه مبلمان فیستر در زوریخ ارائه کرد. چراغ‌های شِل (پوسته) برای اولین بار در غرفۀ لوبر در فرانکفورت در سال ۱۹۶۴ میلادی ارائه شدند. در طول نمایشگاه بین‌المللی مبلمان در کلن، صندلی‌های پرنده احساس مطلق هستند. در سال ۱۹۶۵ میلادی، تونت صندلی اس (مدل ۲۷۵) توسط پنتون را تولید کرد که اولین صندلی کنسول ساخته شده از تختۀ چندلا شد. این صندلیِ انباشته از تختۀ چندلا ساخته شده بود که لبۀ صندلی کمی به سمت بالا متمایل شده بود. دو نسخۀ مختلف از صندلی-اس وجود دارد: مدل ۲۷۵ و مدل ۲۷۶. در سال ۱۹۶۵/۶۶ میلادی، پنتون طرح یک سیستم مبلمان مدولار ساخته شده از بخش‌های فوم پلاستیکی را ارائه کرد، که از سال ۱۹۶۷ توسط کیل، متزلر تولید و توسط فروشگاه‌های زنجیره‌ای کاوف‌هوف (فروشگاه بزرگ) به فروش رسید.
مجلۀ طراحی دانمارکی موبیلیا برای اولین بار در سال ۱۹۶۷ میلادی صندلی پنتون را به عموم مردم ارائه کرد.
- طراحی نمایشگاه کشتی درالون (که بعداً ویژنا ۰ نام گرفت) برای بایر به مناسبت نمایشگاه مبلمان کلن.
- چراغ گل‌دان تولید شده‌ است.
- طراحی برای دفاتر انتشارات اشپیگل.
- برج زندگی در یک نمایشگاه مشترک با چارلز ایمز، جو کلمبو و دیگران در موزۀ لوور، پاریس ارائه شد.
- برای انتشارات اشپیگل، که در سال ۱۹۶۹ میلادی به محله‌ای مدرنیزه شده در خیابان اوست-وست (شرقی-غربی)، هامبورگ نقل مکان کرد، پنتون محوطۀ ورودی را با حیاط و لابی، غذاخوری و قسمت بار، استخر شنا برای کارکنان در زیرزمین ساختمان طراحی کرد؛ همینطور اتاق‌های کنفرانس‌ تحریریه و سالن‌های استراحت، و همچنین طرح‌های رنگی راهروهای اداری یا ساختمان‌های مرتفع تحریریه.
- طراحی نمایشگاه ویژنا ۲ (۱۹۷۰ میلادی) برای بایر به مناسبت نمایشگاه مبلمان کلن، جایی که اولین مجموعۀ میرا ایکس نیز در آن به نمایش درآمد.
- طراحی مجدد رستوران وارنا، آرهوس، دانمارک.

- ۱۹۷۴ میلادی، طراحی دفاتر انتشارات گرونر و یار در هامبورگ.

- ۱۹۷۷ میلادی، فریتز هانسن برنامهٔ نشستن سیستم ۳-۲-۱ را تولید کرد.
- ۱۹۷۸ میلادی، لویی پالسن خط تولید روشنایی وی‌پی یوروپا را راه‌اندازی کرد.
- ۱۹۷۸ میلادی، مفهوم رنگ و دکوراسیون گذرگاه به پارکینگ زیرزمینی در بیمارستان دانشگاه در بازل.
- ۱۹۸۴ میلادی، ساختمان سیرک در کپنهاگ بر اساس طرح رنگی پنتون بازسازی شد.
- ۱۹۹۰ میلادی، خط تولید صندلی پنتون توسط ویترا راه‌اندازی مجدد شد، که فرصتی برای همکاران طراح مشهور بود تا ادای احترام خود به پنتون را نشان دهند.
- ۱۹۹۴ میلادی، برای ایکه‌آ او صندلی ویلبرت را طراحی کرد.
- ۱۹۹۵ میلادی، شروع همکاری با وی‌اس-موبل.
- ۱۹۹۵/۹۶ میلادی، به مناسبت بازی‌های المپیک تابستانی در آتلانتا، پنتون در سال ۱۹۹۵ میلادی یک برج ساعت سواچ آرت را طراحی کرد. این برج برای اولین بار در سال ۱۹۹۶ میلادی بر روی دریاچۀ لوزان راه‌اندازی شد. این برج از ۶۳ حلقۀ رنگی منفرد و یک ساعت سواچ بزرگ در میان آن‌ها تشکیل شده‌ است. بعداً در تابستان ۱۹۹۶ میلادی در موزۀ المپیک لوزان با ۲ طبقۀ کوتاه شده به نمایش گذاشته شد.
- ۱۹۹۶ میلادی، پنتون یک چیدمان فضای رنگی «فارب‌رویمه» را برای گالری لیتمان در بازل طراحی کرد.
- ۱۹۹۷ میلادی، پنتون مأموریتی برای طراحی دفاتر ارکو در لندن دریافت کرد.
- نمایشگاه نور و رنگ، آخرین نمایشگاه طراحی شده توسط پنتون، در موزۀ تراپهولت در کولدینگ، دانمارک در ۱۷ سپتامبر ۱۹۹۸ میلادی افتتاح شد.

##### رستوران وهتل آستوریادر تروندهایم، نروژ
طراحی رستوران و هتل آستوریا در تروندهایم، نروژ شامل قسمت ورودی با رختکن، رستوران روزانه با باغ زمستانی، یک رستوران عصرانه با زمین رقص و همچنین یک رستوران سلف سرویس بود. پنتون از طرح منسوجات هندسۀ یکم تا چهارم برای کف، دیوار و سقف استفاده کرد تا تصویری یکنواخت به اتاق بدهد. صندلی‌ها نسخه‌های مختلفی از صندلی‌های مخروطی هستند. صندلی‌های دور میزها و چراغ‌های توپان با هم هماهنگ شده‌اند تا اتاق بزرگ را به بخش‌های نشیمن جداگانه با آهنگی صمیمی تقسیم کنند.

##### ویژنا ۱وویژنا ۲
از اواخر دههٔ شصت تا اواسط دهۀ هفتاد، شرکت شیمیایی بایر در طول هر نمایشگاه مبلمان کلن، یک کشتی بخار تفریحی راین را استخدام و به یک طراح معروف سفارش می‌داد تا آن را به یک نمایشگاه موقت تبدیل کند. هدف اصلی ترویج انواع مواد مصنوعی مورد استفاده در مبلمان منزل بود. الیاف مصنوعی درالون شرکت بایر و کاربردهای آن در زمینهٔ منسوجات خانگی نقش برجسته‌ای در نمایشگاه داشت. در نتیجه این نمایشگاه در ابتدا «کشتی درالون» نام داشت، تا اینکه به پیشنهاد پنتون از سال ۱۹۶۹ میلادی به عنوان «ویژنا» شناخته شد. پنتون که در سال ۱۹۶۸ میلادی مأمور طراحی کشتی شد، از همان ابتدا راه‌هایی را برای دور زدن محدودیت‌های بیش از حد در زمینۀ منسوجات یافت. او با ادغام مبلمان و نور در ارائۀ خود فضاهای متراکم جوی ایجاد کرد که در آن رنگ و نور نقش غالب را ایفا کردند. در همان اوایل نمایشگاه ویژنا ۰، پنتون مناظر داخلی آزمایشی را خلق کرد که در آن توانست آزادانه ایده‌های طراحی خود را که اغلب به عنوان آرمان‌شهر تعبیر می‌شدند، اجرا و نشان دهد. در نتیجه، «کشتی درالون» فراتر از محافل تخصصی محدود، در میان بازدیدکنندگان شور و هیجان ایجاد کرد.
طراحی این نمایشگاه با عنوان «ویژنا» کمتر از دو بار به ورنر پنتون سفارش داده شد. نمایشگاه «ویژنا ۲» در سال ۱۹۷۰ میلادی چشم‌اندازی فانتزی را نشان داد که در این محیط ایجاد شده‌ است. چیدمان اتاق حاصل از رنگ‌های زنده و فرم‌های ارگانیک یکی از برجسته‌ترین کارهای پنتون است. از نظر تاریخچۀ طراحی، این چیدمان به عنوان یکی از طرح‌های فضایی مهم نیمۀ دوم قرن بیستم به‌ شمار می‌رود.
آتش‌بازی خلاقانه‌ای که پنتون با استودیوی خود در یک زمان آماده‌سازی تنها چند ماهه برای «ویژنا ۲» ایجاد کرد، نه تنها در طراحی اتاق‌های بسیار متنوع در کشتی نمایشگاهی، بلکه در طیف گسترده‌ای از مبلمان، نورپردازی، پوشش‌های دیواری و منسوجات که به‌ طور ویژه برای این ارائه توسعه یافته‌ بودند، نیز بیان می‌شود. برخی از آن‌ها اقتباس شدند و بعداً وارد ساخت سریال شدند.

##### انتشارات اشپیگل
مبلمان ساختمان‌های انتشارات اشپیگل در هامبورگ از برجسته‌ترین نمونه‌های طراحی داخلی پنتون است و از معدود مواردی است که حداقل تا حدی هنوز وجود دارد. برای مجلۀ خبری معروفی که در سال ۱۹۶۹ میلادی به محل مدرنیزه شده در خیابان اوست-وست (شرقی-غربی)، هامبورگ نقل مکان کرد، پنتون محوطۀ ورودی را با حیاط و لابی، غذاخوری و قسمت بار، استخر شنا برای کارمندان در زیرزمین ساختمان طراحی کرد؛ همینطور اتاق‌های کنفرانس‌ تحریریه و سالن‌های استراحت، و همچنین طرح‌های رنگی راهروهای اداری یا ساختمان‌های مرتفع تحریریه. در اینجا مجدداً طرح‌های رنگی به یک عنصر اصلی طراحی تبدیل شدند و ترکیب‌بندی معمول پنتون از طراحی اتاق را فراهم کردند. همه طرح‌ها متعلق به او بود – چراغ‌ها، منسوجات و روکش‌های دیوار، فقط مبلمان باید از شرکت نول اینترنشنال طبق قرارداد او سفارش داده می‌شد. نور آینه‌ای با طراحی خاص که در دیوارها و سقف‌ها استفاده می‌شد از اهمیت زیادی برخوردار بود. در حالی که محوطۀ استخر بلافاصله پس از آتش‌سوزی ویران شد و ورودی و لابی شاهد بازطراحی اساسی در دهۀ ۹۰ میلادی بود، غذاخوری تا‌کنون در کسوت نسخۀ اصلی باقی مانده‌ است و امروزه نشان‌دهندۀ یک سند تاریخی منحصر به فرد و ارزشمند است.

##### خانۀ شخصی دربیننژان
اتاق‌هایی که در این عمارت به روی میهمانان باز می‌شود توسط پنتون به گونه‌ای طراحی شده‌اند که به نوعی به عنوان یک نمایشگاه برای کارهای او عمل می‌کنند. به خصوص سالن ورودی با چراغ‌های حلقه‌، اتاق غذاخوری با سقف صدفی تماشایی و اتاق غذاخوری بزرگ قابل توجه است. مجسمۀ زنده که امروزه بخشی از مجموعۀ طراحی مرکز پمپیدو در پاریس است، بر این فضا تسلط داشت.

##### انتشارات گرونر و یار، هامبورگ

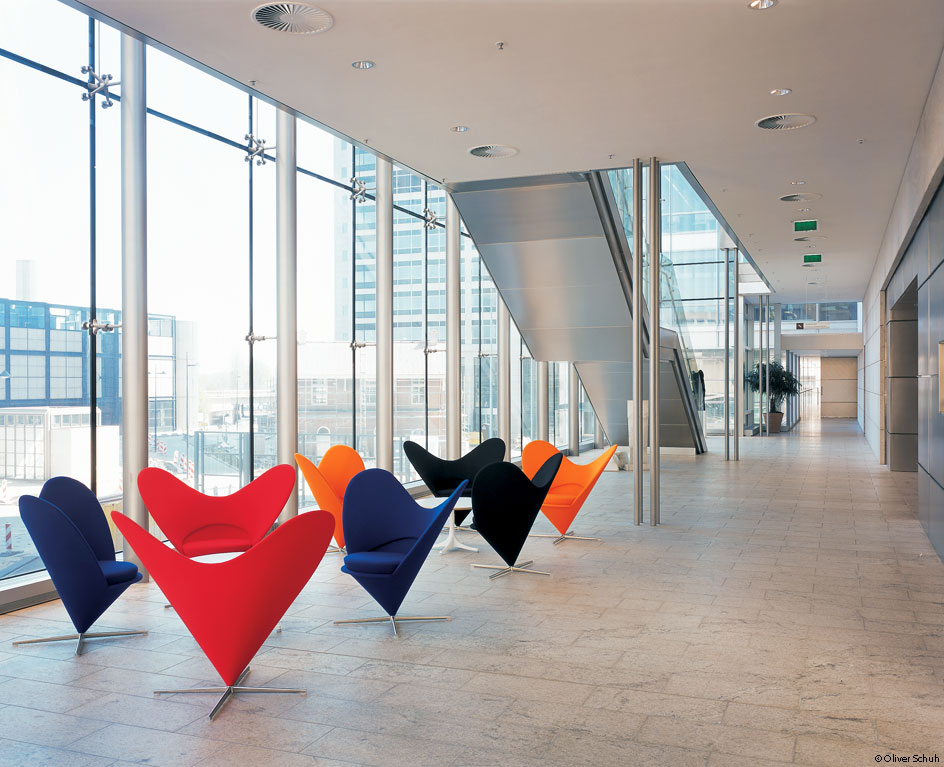
«صندلی مخروطی»، اثر: ورنر پنتون

مأموریت طراحی دفتر مرکزی جدید انتشارات گرونر و یار در هامبورگ به اندازهٔ مأموریت انتشارات اشپیگل در چند سال پیش‌ وسیع و گسترده بود. در حالی که پنتون در طراحی دفاتر خود را به سیستم ساده‌ای از رنگ‌ها و الگوها محدود می‌کرد، در سالن ورودی و غذاخوری یک بار دیگر موفق شد از جلوه‌های بصری خطای دید برای ایجاد راه‌حل‌های طراحی داخلی چشمگیر و شگفت‌انگیز استفاده کند. در لابی، نگاه به سقف آینه‌ای دوخته می‌شد که ظاهراً تعداد بی‌شماری چراغ وی‌پی گلوب از آن آویزان شده بود، و در غذاخوری، فرش‌ها با طرح مواج خود، ظاهری سه‌بعدی به کف می‌دادند.

##### پانتوراما
در سال ۱۹۷۹ میلادی، پنتون توانست نمایشگاه ویژۀ پانتوراما را به عنوان بخشی از نمایشگاه مبلمان سوئیس در بازل ایجاد کند. در اینجا او فضاهای رنگی تک رنگ ایجاد کرد که در آن اثاث و اشیاء هندسی ساده، فضایی را ایجاد می‌کردند که همزمان در عین حال که قدیمی بود، بسیار مصنوعی نیز بود.

##### فضاهای رنگی
در اینستالیشن «فضاهای رنگی» که پنتون در سال ۱۹۹۶ میلادی در گالری لیتمان در بازل به نمایش گذاشت، قدرت رنگ را به شیوه‌ای فیزیکی به نمایش گذاشت. با قدم زدن در توالی هشت اتاق دایره‌ای، که هر کدام به یک رنگ نقاشی شده بودند، بازدیدکنندگان می‌توانستند تأثیر رنگ را درک کنند، اکنون گرم می‌شود و اکنون سرد می‌شود. این تونل رنگی با عناصر فومی در اشکال و رنگ‌های مختلف تکمیل شد که مانند بلوک‌های ساختمانی بزرگ در اطراف یک اتاق سیاه پخش شده بود.

##### نمایشگاه نور و رنگ در موزۀ تراپهولت، کولدینگ، دانمارک
نمایشگاه «نور و رنگ» که در موزۀ تراپهولت در کولدینگ، دانمارک در ۱۷ سپتامبر ۱۹۹۸ میلادی افتتاح شد، تنها چند روز پس از مرگ پنتون، آخرین پروژۀ طراحی او بود. پنتون در هشت اتاق رنگارنگ، که بار دیگر نمایشی چشمگیر از استفادۀ استادانۀ او از رنگ‌ها را نشان می‌داد، بخش تقاطع کل خلقت خود را به عنوان یک طراح ارائه کرد.

## آثار برگزیده

### طراحی داخلی

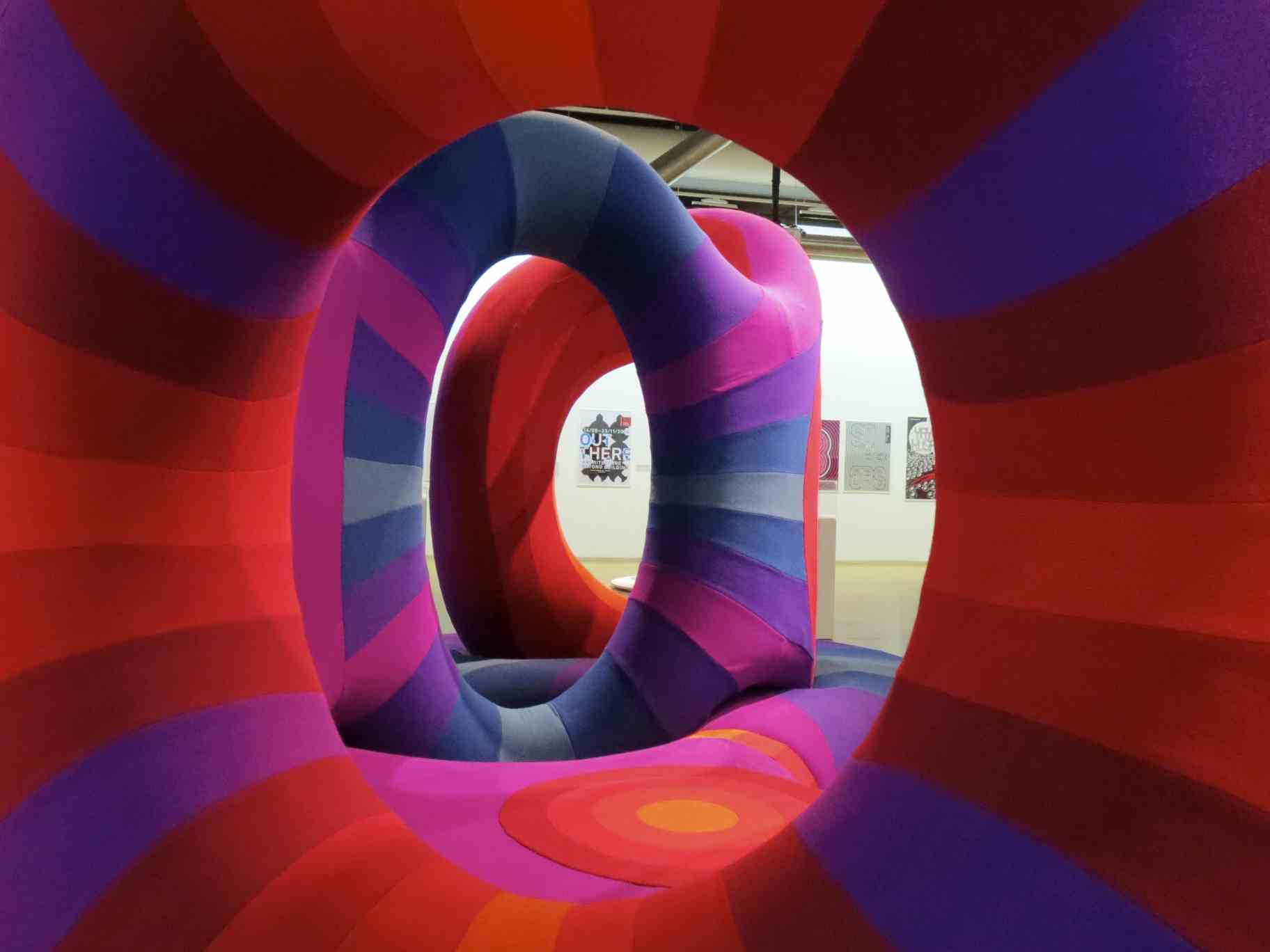
«کاناپهٔ مجسمهٔ زنده»، واقع در مرکز پمپیدو (نمای داخل)

میهمان‌خانۀ کوم-ایگن، پارک لانگسو، جزیرۀ فونن
رستوران و هتل آستوریا در تروندهایم، نروژ
ویژنا ۱ و ویژنا ۲
خانۀ شخصی، بیننژان، سوئیس
انتشارات گرونر و یار، هامبورگ
پانتوراما، بازل، سوئیس
فضاهای رنگی، گالری لیتمان، بازل
نمایشگاه نور و رنگ در موزۀ تراپهولت، کولدینگ، دانمارک
رستوران وارنا، آرهوس، دانمارک
بیمارستان دانشگاه در بازل، سوئیس
ساختمان سیرک، کپنهاگ
دفاتر ارکو، لندن
انتشارات اشپیگل، هامبورگ

### طراحی مبلمان

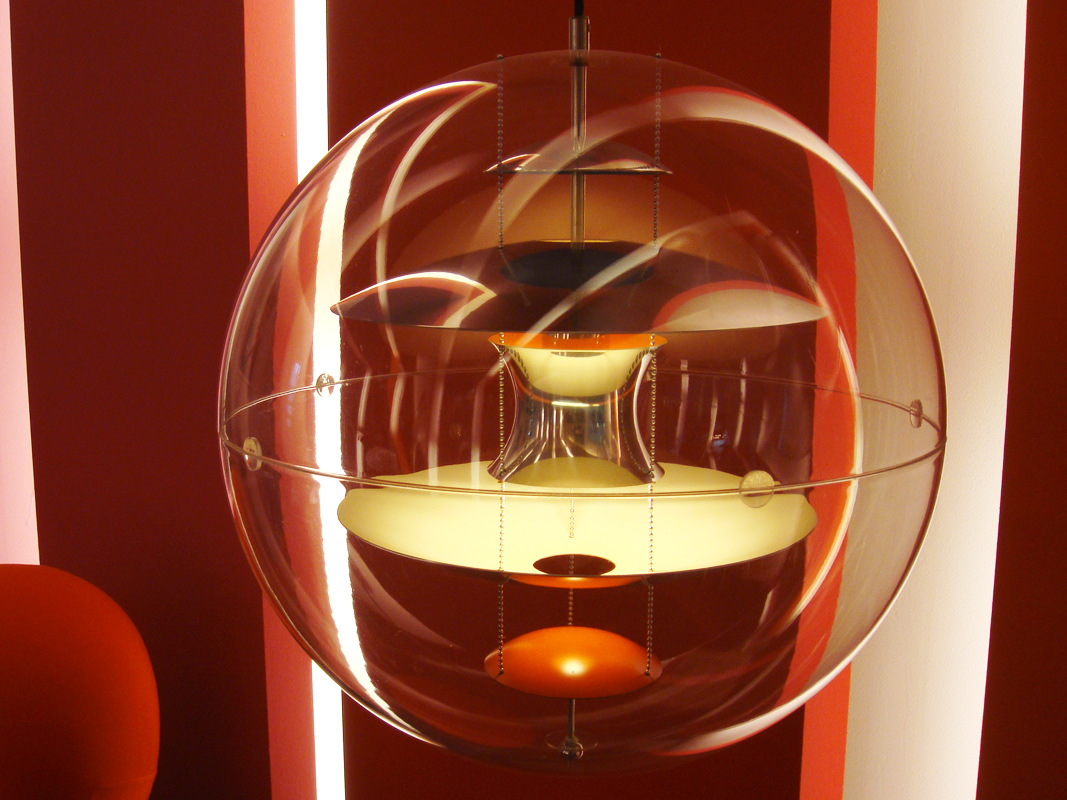
«چراغ وی‌پی گلوب» اثر: ورنر پنتون

صندلی مخروطی
صندلی تیوولی
صندلی کارشناس
صندلی پنتون
سیستم ۳-۲-۱
صندلی ویلبرت
پانتوفلکس
کاناپهٔ مجسمهٔ زنده

### طراحی تجهیزلات نورپردازی
چراغ‌ پوسته
چراغ پانتلا
چراغ گل‌دان
روشنایی وی‌پی یوروپا
چراغ مارپیچ
چراغ‌ حلقه‌
چراغ وی‌پی گلوب
چراغ ماه

### طراحی منسوجات

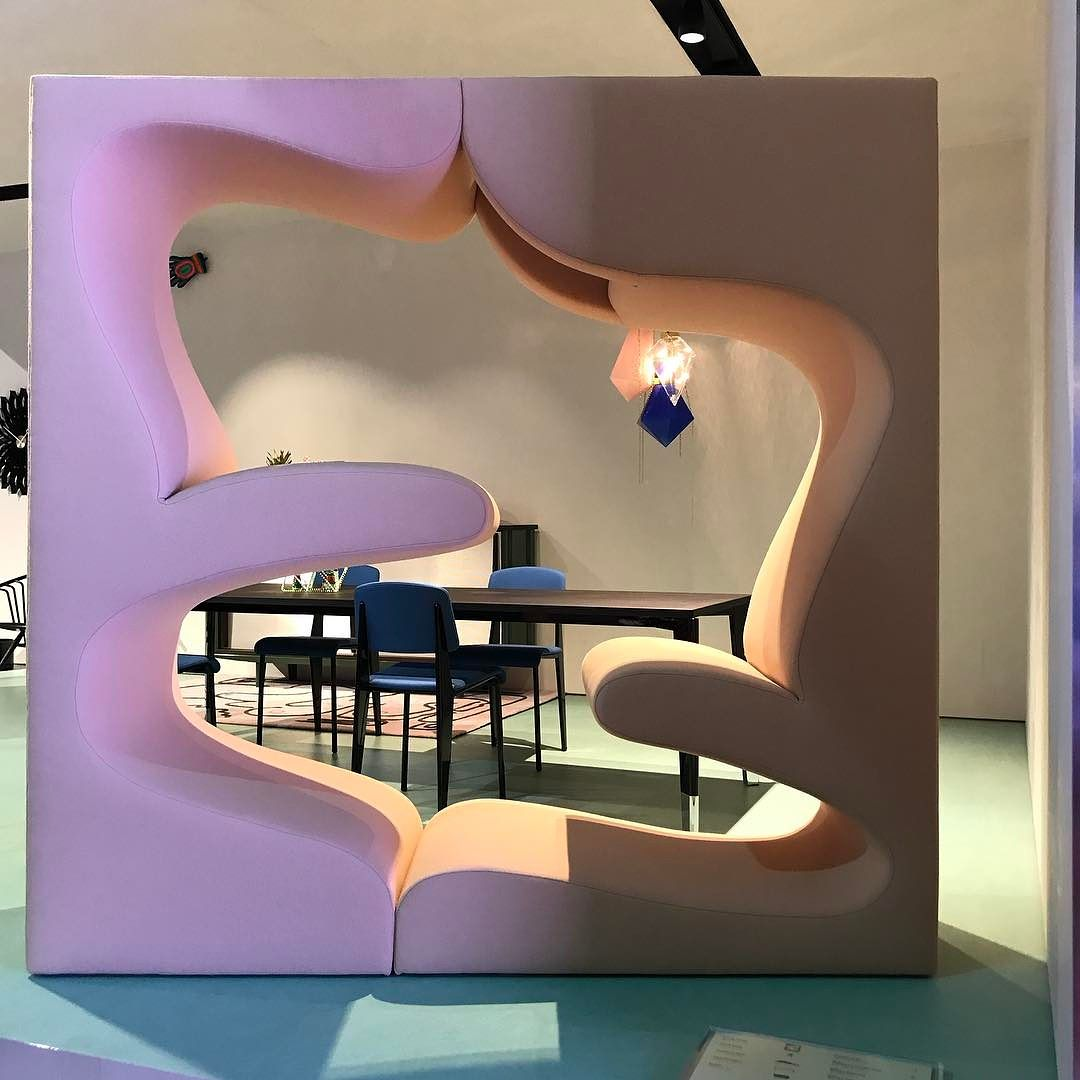

برج زندگی، طراحی شده توسط: ورنر پنتون. مثالی از اینکه چگونه می‌توان از منسوجات برای ایجاد اشکال مختلف در بافت‌ها استفاده کرد.

### طراحی صنعتی
برج ساعت سواچ آرت
شمعدان‌ها، مجموعه‌های گلدان‌های متعدد، ساعت‌ها، تلویزیون، وگا-رادیو، مجسمه‌های آینه‌ای، پانل‌های دیواری میناکاری شده و اشیاء لعابی، هنر دیواری، اسباب‌بازی‌ها، گلدان‌ها و نعلبکی‌ها، پوشاک شیشه‌ای، لوازم غذاخوری، پوشش‌های پنجره.

### معماری
خانهٔ تمام مدور

## تقدیر و جوایز

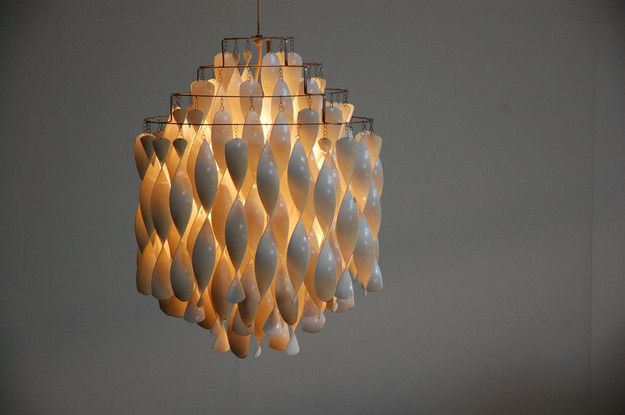
«چراغ مارپیچ»، اثر: ورنر پنتون

۱۹۶۰–۱۹۷۰ میلادی: جایزهٔ بین‌المللی طراحی، ایالات متحدهٔ آمریکا (۱۹۶۳ میلادی)؛ جایزهٔ استودیو روزنتال، آلمان (۱۹۶۶ میلادی)؛ جایزهٔ پوئل هنینگسن، دانمارک (۱۹۶۷ میلادی)؛ جایزهٔ بین‌المللی طراحی، ایالات متحدهٔ آمریکا (۱۹۶۸ میلادی)؛ ائورودوموس ۲، ایتالیا (۱۹۶۸ میلادی)؛ مدال مرکز ساختمان اتریش، اتریش (۱۹۶۸ میلادی)؛ جایزهٔ افتخار: چهارمین نمایشگاه مبلمان اتریش، اتریش (۱۹۶۹ میلادی).
۱۹۷۰–۱۹۸۰ میلادی: جایزهٔ 'گوته فرم' آلمان فدرال، آلمان (۱۹۷۲ میلادی)؛ جایزهٔ مبلمان، نمایشگاه ویژهٔ پانتوراما در نمایشگاه بین‌المللی مبلمان سوئیس در بازل، دانمارک (۱۹۷۸ میلادی).
۱۹۸۰–۱۹۹۰ میلادی: جایزهٔ بین‌المللی طراحی، ایالات متحدهٔ آمریکا (۱۹۸۱، ۱۹۸۶ میلادی)؛ دویچه آوسوال (انتخاب آلمانی) پنج بار، آلمان (۱۹۸۴–۱۹۸۱ میلادی)؛ جایزهٔ رنگ سادولین، دانمارک (۱۹۸۶ میلادی)؛ جایزهٔ 'گوته فرم' آلمان فدرال، آلمان (۱۹۸۶ میلادی).
۱۹۹۰–۲۰۰۰ میلادی: جایزهٔ سالانهٔ شورای طراحی دانمارک، دانمارک (۱۹۹۱ میلادی)؛ جایزه آی‌اف، ژاپن (۱۹۹۲ میلادی)؛ جایزهٔ طراحی نروژ، نروژ (۱۹۹۲ میلادی)؛ جایزهٔ زندگی بهتر، دانمارک (۱۹۹۸ میلادی)؛ جوایز ملکه دانمارک، نشان صلیب شوالیه از نشان دنبرو (۱۹۹۸ میلادی).
اکنون–۲۰۰۰ میلادی: موزهٔ طراحی ویترا، اختصاصی به گذشته‌نگر (۲۰۰۰ میلادی)، وایل آم راین (چون در راین)، آلمان، تجلیل از ورنر پنتون با اختصاص نام خیابان: مسیر-ورنر-پنتون-(۲۰۱۲ میلادی).

## انتشارات

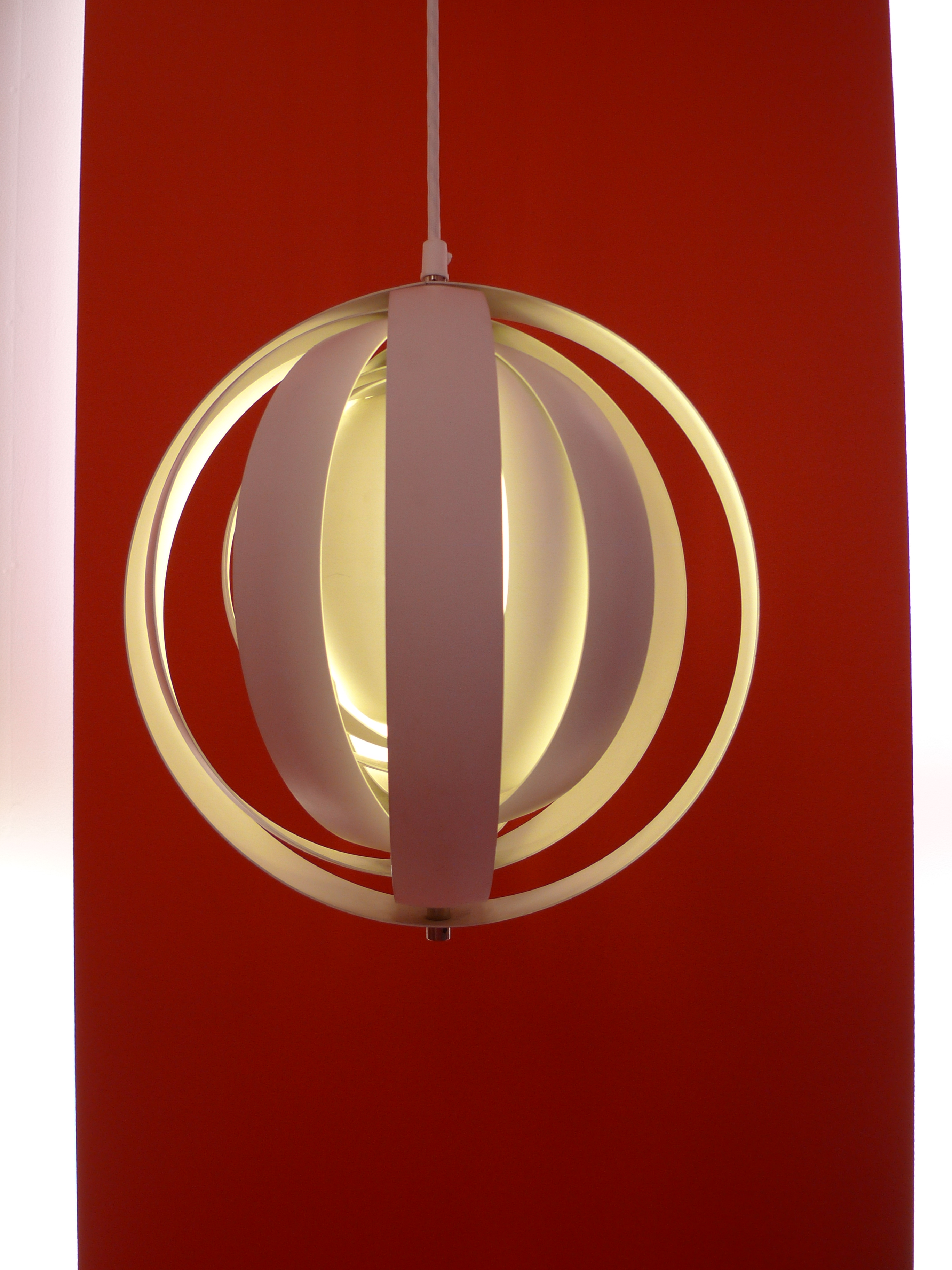
«چراغ ماه»، یکی از معروف‌ترین طرح‌های پنتون

دیوید هریسون: «یک قرن رنگ در طراحی»، تیمز و هادسون استرالیا، ۲۰۲۰ میلادی.
مالینه لوتکن: «لامپ‌های دانمارکی – ۱۹۲۰ میلادی تا کنون»، انتشارات استرندبرگ ای/اس، ۲۰۱۹ میلادی.
ایدا انگهولم و آندرس میکلسن: «ورنر پنتون – محیط‌ها، رنگ‌ها، سیستم‌ها، الگوها»، انتشارات استرندبرگ ای/اس، (به زبان دانمارکی) ۲۰۱۷ میلادی.
ایدا انگهولم و آندرس میکلسن: «ورنر پنتون – محیط‌ها، رنگ‌ها، سیستم‌ها، الگوها»، انتشارات استرندبرگ ای/اس، (به زبان انگلیسی) ۲۰۱۷ میلادی.
توماس دیکسون: «طراحی دانمارکی»، گیلدندیل، ۲۰۱۷ میلادی.
سابینه شولتزه و اینا گرتز: «ورنر پنتون. غذاخوری-اشپیگل»، انتشارات هاتیه کانتز و موزهٔ هنرها و صنایع دستی، هامبورگ، ۲۰۱۲ میلادی.
ایدا انگهولم: «ورنر پنتون»، انتشارات آشه‌هاوگ دانسک و موزهٔ هنر مدرن لوئیزیانا، (به زبان دانمارکی) ۲۰۰۴ میلادی، (به زبان انگلیسی) ۲۰۰۵ میلادی.
ینس برنسن: «ورنر پنتون، فضا: زمان: ماده»، مرکز طراحی دانمارک، (به زبان دانمارکی، انگلیسی و آلمانی) ۲۰۰۳ میلادی.
الکساندر فون وگزاک و ماتیاس رمله: «ورنر پنتون – آثار کامل»، موزهٔ طراحی ویترا، ۲۰۰۰ میلادی.
شارلوته و پیتر فیِل: «طراحی قرن بیستم»، تاشن، ۲۰۰۰ میلادی.
گرترود و پوئل هویدبرگ-هانسن: «ورنر پنتون – نور و رنگ»، تراپهولت، بخش طراحی مبلمان مدرن دانمارکی، (به زبان دانمارکی و انگلیسی) ۱۹۹۸ میلادی.
فیلیپ گارنر: «طراحی دههٔ شصت میلادی»، تاشن، ۱۹۹۶ میلادی.
طراحی ورنر پنتون: «ورنر پنتون»، طراحی ورنر پنتون، ۱۹۸۶ میلادی.
بیرگیت و کریستین اینه‌ولدسن: «هنر کاربردی، مبلمان، منسوجات، چراغ‌ها»، انتشارات آرکیتکتنس، ۱۹۵۸ میلادی.

## برای مطالعهٔ بیشتر
- «زندگی‌نامه» ورنر پنتون – رسمی، ۱۹ ژانویه ۲۰۲۱ میلادی، www.verner-panton.com/en/person/biography.
- پنتون، ورنر، ماتیاس رمله و موزهٔ طراحی برلین؛ ورنر پنتون. بوردینگ گرافیک، ۱۹۸۶ میلادی.
- ورنر پنتون: ویژنا ۱۹۷۰ میلادی. www.divisare.com/projects/321180-verner-panton-visiona-1970.
- «ویژنا ۲»، ورنر پنتون – رسمی، ۲۸ ژوئن ۲۰۲۰ میلادی.
- «از نگاه ورنر پنتون؛ استاد رنگ از طریق بیان معاصر»، آرکینکت. بازیابی شده در ۱۷-۰۳-۲۰۲۱ میلادی.
- مارتین، هانا: «داستان پشت صندلی نمادین ورنر پنتون»، آرکیتکچورال دایجست. بازیابی شده در ۱۸-۰۳-۲۰۲۱ میلادی.